# Johann Mederitsch
Johann Georg Anton Mederitsch zwany „Gallusem” (ur. 27 grudnia 1752 w Wiedniu, zm. 18 grudnia 1835 we Lwowie) – austriacki kompozytor, pianista, lwowski nauczyciel Franza Xavera Wolfganga Mozarta.

## Życiorys
Pochodził z rodziny czeskiej osiadłej w Austrii. Studiował w Wiedniu u Georga Wagenseila. Komponował muzykę sceniczną dla wiedeńskich teatrów (Burgtheater, Josefstadt, Leopoldstadt). W latach 1793–1794 był kapelmistrzem w Peszcie i Budzie. W roku 1797 skomponował (do libretta Emanuela Schikanedera) operę heroikomiczną w 2 aktach Babylons Pyramiden, która wystawiana była w wiedeńskim Theater an der Wien. Była wzorowana na Czarodziejskim flecie Wolfganga Mozarta.
Mederitsch przyjeżdżał do Lwowa w latach 1803 i 1812. Od roku 1817 (do śmierci w 1835) mieszkał we Lwowie na stałe. Był organistą i nauczycielem muzyki w lwowskim klasztorze Benedyktynek. Zajmował się kopiowaniem partytur. Należał do Towarzystwa Muzycznego św. Cecylii, które założył w roku 1826 Franz Xaver Wolfgang Mozart. "Lwowski Mozart" uczył się u niego kontrapunktu i kompozycji. W Towarzystwie św. Cecylii wykonano w roku 1828 Stabat Mater Mederitscha.

## Źródła
- Johann Mederitsch (Mederic) [hasło] w: Michał Piekarski, Muzyka we Lwowie. Od Mozarta do Majerskiego. Kompozytorzy, muzycy, instytucje. Warszawa: Wydawnictwo Akademickie Sedno, 2018, s. 121-122. ISBN 978-83-63354-50-3